# Daniel Martín (actor)
Daniel Martín Molero (Cartagena, 12 de mayo de 1935 - Nuévalos, 28 de septiembre de 2009), conocido artísticamente como Daniel Martín, fue un actor de cine y televisión español. Nació en Cartagena (Murcia), aunque vivió gran parte de su vida en Zaragoza.

## Biografía
Tras estudiar Arte dramático en el Instituto del Teatro de Barcelona, su debut en el cine se produjo en 1962, con un papel menor en Las hijas del Cid de Miguel Iglesias. Pero fue al año siguiente cuando saltó a la fama con el papel principal de Los Tarantos, de Francesc Rovira i Beleta, film que fue nominado a los premios Óscar de Hollywood como mejor película de habla no inglesa, y en la que Daniel Martín recibió el premio Antonio Barbero por su interpretación. También en esta película coincidió con quien sería su pareja durante cierto tiempo: la bailaora Sara Lezana.
El gran porte que tenía Daniel Martín le ayudó a interpretar más adelante papeles en numerosos spaghetti westerns de los años 60 y 70, como en Por un puñado de dólares o Ninguno de los tres se llamaba Trinidad. En 1982 sufrió un ataque al corazón tras perder un hijo y su actividad en el cine se redujo bastante, interviniendo puntualmente en algunas series de TV españolas como Curro Jiménez, Brigada Central, Médico de familia y Hospital Central, donde actuó por última vez en 2002. Tras ello se dedicó a regentar un hotel en Zaragoza.
Desde 1996 Daniel Martín fue miembro activo de Artistas Intérpretes, Sociedad de Gestión (AISGE).

## Muerte
Daniel Martín falleció en Nuévalos (Zaragoza) a los 74 años, de un cáncer de páncreas, su cuerpo fue incinerado en el cementerio de Torrero.

## Premios
Medallas del Círculo de Escritores Cinematográficos
| Año  | Categoría                                  | Película     | Resultado |
| ---- | ------------------------------------------ | ------------ | --------- |
| 1963 | Premio Antonio Barbero al actor revelación | Los Tarantos | Ganador   |